# 王蕾
王蕾（1975年2月4日—），原籍天津、出生于上海，中国女子国际象棋棋手、女子特级大师。

## 生平
王蕾是1997年、1998年、2000年、2001年四度全国国际象棋锦标赛女子冠军获得者。此外，她还曾代表中国国家队四次参加女子国际象棋奥林匹克（1990年、1996年、1998年、2000年），并于1998年、2000年两度获得团体金牌。其最高等级分为2001年10月创下的2512分。
王蕾于2003年自上海财经大学毕业后退役，任职于上海浦东发展银行。2010年加入中国民主建国会。